# 라인스 프리버스
라인홀드 리처드 "라인스" 프리버스(영어: Reinhold Richard "Reince" Priebuse, 1972년 3월 18일 ~ )는 미국 공화당 소속의 정치인이다.